# Eviota ocellifer
Eviota ocellifer är en fiskart som beskrevs av Koichi Shibukawa och Suzuki 2005. Eviota ocellifer ingår i släktet Eviota och familjen smörbultsfiskar. Inga underarter finns listade i Catalogue of Life.
Arten är endast känd från mynningen av floden Urauchi-gawa i havet på ön Iriomote i södra Japan. Fisken lever upp till 1,5 meter under vattenytan bland ostron och klippor. Den största registrerade individen av hankön var 1,8 centimeter lång.
Vid flodens mynning ligger en hotellanläggning och spillvattnet från byggnaden medför övergödning. IUCN listar arten som akut hotad (CR).